# Ricoh Arena
Ricoh Arena é um estádio de futebol e rugby localizado em Coventry, na Inglaterra. Na verdade não é apenas um estádio, é uma arena multiuso, com um salão de exposições de seis mil metros quadrados, um hotel, clube de lazer e um casino. O Estádio recebeu jogos de futebol nos Jogos Olímpicos de Verão de 2012.

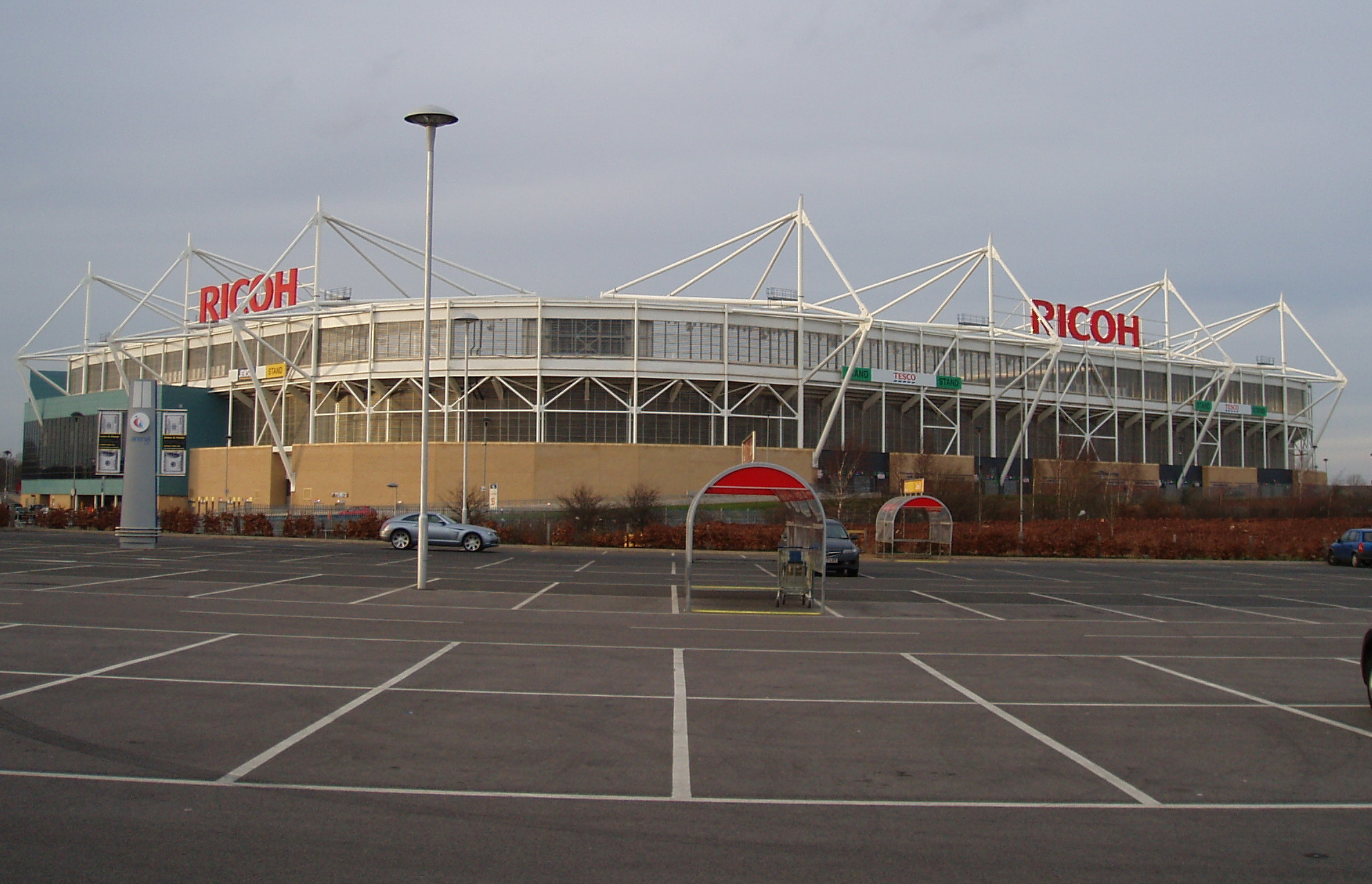
Ricoh Arena vista de fora.